# Luxembourgs regenter
I tidens løb er Luxembourg blev regeret af grever, hertuger og storhertuger. 
Luxembourg har været i personalunion med andre lande i lange perioder, og Luxembourg er blevet opfattet som et biland. 

## Grever

### Huset Wigeriche
Huset Wigeriche er også kendt som Ardenner greverne. 
- 963–998: Siegfried 1. (født mellem 918 og 929 – død 998), greve af Luxembourg, (han brugte dog ikke titlen).
- 998–1026: Henrik den 1. af Luxembourg (ca. 960 – 1026), greve af Luxembourg, hertug af Bayern som Henrik den 5.
- 1026–1047: Henrik den 2. af Luxembourg (ca. 1005 – 1047), greve af Luxembourg, hertug af Bayern som Henrik den 7.
- 1047–1059: Giselbert af Luxembourg (1007 – 1059), greve af Luxembourg og Salm.
- 1059–1086: Konrad 1. af Luxembourg (ca. 1040 – 1086), greve af Luxembourg, far til Henrik den 3. og til Vilhelm, der blev grever af Luxembourg, samt til Ermesinde 1. af Luxembourg (død 1141), der blev grevinde af Namur og mor til grev Henrik den 4. den blinde af Luxembourg (1112 – 1196).
- 1059–1086: Henrik den 3. af Luxembourg (1070 – 1096), greve af Luxembourg.
- 1096–1131: Vilhelm af Luxembourg (1070 – 1129), greve af Luxembourg.
- 1130–1136: Konrad 2. af Luxembourg (ca. 1106 – 1136), greve af Luxembourg.

### Huset Namur
- 1136–1196: Henrik den 4. den blinde af Luxembourg (1112 – 1196), greve af Luxembourg, Namur, La Roche-en-Ardenne og Durbuy, far til Ermesinde 2. af Luxembourg (1186 – 1247), grevinde af Luxembourg.

### Huset Limburg-Arlon
- 1214–1226: Walram 4. af Limburg (1169 – 1226), greve af Luxembourg, hertug af Limburg, markgreve af Arlon, gift med Ermesinde 2. af Luxembourg (1186 – 1247), grevinde af Luxembourg.
- Ermesinde 2. af Luxembourg (1186 – 1247), grevinde af Luxembourg, La Roche-en-Ardenne og Durbuy.

### Huset Limburg-Luxemburg
Henrik 5. af Luxembourg var en yngre søn af Walram 4. af Limburg. Derfor er hans linje (Huset Limburg-Luxemburg) en sidelinje i Huset Limburg-Arlon. 
- 1247–1281: Henrik 5. af Luxembourg (1216 – 1281), greve af Luxembourg, La Roche-en-Ardenne og Namur samt markgreve af Arlon.
- 1281–1288: Henrik 6. af Luxembourg (1240 – 1288), greve af Luxembourg og Arlon.
- 1288–1313: Henrik 7. (1269 – 1313), tysk-romersk kejser. * 1313–1346: Johan den blinde af Bøhmen (1296 – 1346), konge af Bøhmen.
- 1346–1378: Karl 4. (1316 – 1378), tysk-romersk kejser, konge af Bøhmen.

## Hertuger

### Huset Limburg-Luxemburg
- 1353–1383: Wenzel 1. af Luxembourg (1337 – 1383), søn af kong Johan den blinde af Bøhmen og Beatrice af Bourbon.
- 1383–1388: Wenzel 2. af Luxembourg (1361 – 1419), konge af Bøhmen og det tysk-romerske rige, hertug af Luxembourg.
- 1388–1411: Jobst af Mähren (1351 – 1411), konge af det tysk-romerske rige, kurfyste af Brandenburg, hertug af Luxembourg.
- 1411–1443: Elisabeth 1. af Görlitz (1390 – 1451), regerede som Elisabeth 1. af Luxembourg fra 1411 til 1443. Hun var datterdatter af den svenske kong Albrecht af Mecklenburg, og hun var sønnedatter af Karl 4., tysk-romersk kejser, konge af Bøhmen. Elisabeth var den sidste af den gamle luxembourgske slægt (Huset Limburg-Luxemburg), der regerede i landet.

### Huset Burgund
Huset Burgund var en sidelinje til Huset Valois.
- 1443–1467: Filip den Gode, hertug af Burgund (1396 – 1467).
- 1467–1477: Karl den Dristige, hertug af Burgund (1433 – 1477).
- 1477–1482: Marie den Rige af Burgund (1457 – 1482), gift med Maximilian 1. (1459 – 1510), senere tysk-romersk kejser,

### Huset Wettin
- 1457–1482: Vilhelm den 3., den tapre (1425 – 1482), landgreve af Thüringen, hertug af Sachsen og Luxembourg, gift med Anne af Bøhmen, Østrig og Luxembourg (1432 – 1462). Hun var datter af Albrecht 2. , der var tysk-romersk konge.

### Huset Habsburg
- 1482–1516: Maximilian 1. (1459 – 1510), tysk-romersk kejser, gift med Marie den Rige af Burgund (1457 – 1482), der var enearving til de burgundiske lande.
- 1516–1555: Karl 5. (1500 – 1558), tysk-romersk kejser, konge af Spanien.

### Spanske gren afHuset Habsburg
I Spanien kaldes Huset Habsburg også for Huset Østrig (Casa de Austria).
- 1556–1598: Filip 2. af Spanien (1527 – 1598), konge af Spanien.
- 1598–1621: Filip 3. af Spanien (1578 – 1621), konge af Spanien.
- 1621–1665: Filip 4. af Spanien (1605 – 1665), konge af Spanien.
- 1665–1684 og 1697–1700: Karl 2. af Spanien (1661 – 1700), konge af Spanien. I 1684–1697 var Luxembourg besat af Frankrig.

### Spanske gren afHuset Bourbon
- 1700–1712: Filip 5. af Spanien (1683 – 1746), konge af Spanien.

### Spanske gren af HusetWittelsbach
- 1712–1714: Maximilian 2. Emanuel af Bayern (1662 – 1726), kurfyrste af Bayern.

### Østrigske gren afHuset Habsburg
- 1714–1740: Karl 6. (1685 – 1740), tysk-romersk kejser og regent i Østrig.
- Maria Theresia af Østrig (1717 – 1780), regent i Østrig sammen med sin gemal Frans 1. Stefan (1703 – 1765), tysk-romersk kejser og titulær hertug af Lothringen.

### Lothringen
For tusind år siden var Luxembourg en del af Hertugdømmet Lothringen. Frans 1. Stefans far havde været regerende hertug af (Øvre-)Lothringen.
- 1745–1765: Frans 1. Stefan (1703 – 1765), tysk-romersk kejser og titulær hertug af Lothringen, sammen med sin gemalinde Maria Theresia af Østrig (1717 – 1780), regent i Østrig.

### Huset Habsburg-Lothringen
- 1765–1790: Josef 2. (1741 – 1790), tysk-romersk kejser og regent i Østrig.
- 1790–1792: Leopold 2. (1747 – 1792), tysk-romersk kejser og regent i Østrig.
- 1792–1795: Frans 2. (1768 – 1835), tysk-romersk og østrigsk kejser

## Under Frankrig
Fra 1795 til 1814 var Luxembourg en del af det franske departement Département Forêts (skovdepartementet, opkaldt efter skovene i Ardennerne).

## Storhertuger
Luxembourg blev et storhertugdømme i 1815. 

### Huset Oranien-Nassau
Frem til dronning Vilhelmine af Nederlandenes død i 1962 tilhørte Huset Oranien-Nassau den Ottoniske linje af Huset Nassau. Huset Oranien-Nassau regerer i Holland. 
Fra 1815 til 1890 var storhertugerne af Luxembourg også konger af Holland.
- 1815–1840: Vilhelm 1. af Nederlandene, (1772 – 1843)
- 1840–1849: Vilhelm 2. af Nederlandene, (1792 – 1849)
- 1849–1890: Vilhelm 3. af Nederlandene, (1817 – 1890)

### Huset Nassau-Weilburg
Frem til storhertuginde Charlotte af Luxembourgs død i 1985 tilhørte Huset Nassau-Weilburg den Walramiske linje af Huset Nassau. Huset Nassau-Weilburg var beslægtet med huset Huset Oranien-Nassau, der regerer i Holland. 
I 1890 kunne kvinder ikke arve tronen i Luxembourg, og Nassaus tidligere hertug Adolf 1. fik tilbudt den luxembourgske trone. 
Adolf 1. var tipoldesøn af den hollandske arvestatholder Vilhelm 4. af Oranien (1711 – 1751).
- 1890–1905: Adolf 1. af Luxembourg, (1817 – 1905)
- 1905–1912: Vilhelm 4. af Luxembourg, (1852 – 1912)
- 1912–1919: Marie-Adélaïde af Luxembourg, (1894 – 1924)
- 1919–1964: Charlotte af Luxembourg, (1896 – 1985)

### Huset Bourbon-Parma
Huset Bourbon-Parma er en italiensk sidelinje til Huset Bourbon. Den luxembourgske gren af huset er også kendt som Nassau-(Bourbon).
Storhertug Jean af Luxembourg er søn af storhertuginde Charlotte af Luxembourg og prins Felix af Bourbon-Parma (1893 – 1970).
- 1964–2000: Jean af Luxembourg, (1921 – 2019)
- 2000–nu: Henri af Luxembourg, født 1955